# Первоцвет снежный
Первоцвет снежный, или первоцвет снеговой, или примула снежная (лат. Primula nivalis) — многолетнее травянистое растение, вид рода Первоцвет (Primula) семейства Первоцветные (Primulaceae).

## Описание
Многолетнее травянистое растение. Растение голое, либо изредка с белым мучнистым налётом на нижней стороне листьев ( subsp. turkestanica). 
Листья образуют прикорневую розетку. Черешок ширококрылатый, обычно немного короче листовой пластинки. Листовая пластинка от эллиптической до продолговато-яйцевидной или продолговато-ланцетной, 6–16 × 1–4 см, голая, эфариновая или мучнистая, основание оттянутое, край равномерно тупозубчатый, вершина от тупой до острой. 
Цветочные стебли длиной 10–25 см, при плодах удлиняющиеся до 35 см. Соцветия — 8–20-цветковые зонтики. Прицветники узколанцетные, 5–14 мм длиной. Цветоножка 0,7–1,5 см, удлиняющаяся к плодам до 1,6–3,5 см. Цветки разностильные. Чашечка трубчатая, 6–11 мм длиной, раздвинутая до ± середины; доли ланцетные. Венчик от фиолетового до пурпурного; трубочка 0,8–1,5 см; отгиб 1,5–2,5 см шириной; доли продолговатые, край цельнокрайний. 
Цветки гетеростильные, имеют две морфы:
- игольчатые или длиннопильные цветки: тычинки на 3–4 мм выше основания трубки венчика; стиль немного длиннее чашечки
- барабанные или короткопестичные цветки: тычинки немного выше верхушки чашечки; стиль около 2 мм.

Плод — продолговатая коробочка, в 1–2 раза длиннее чашечки. 
Число хромосом 2n = 22.

## Распределение и места обитания
Родной ареал вида — от Средней Азии до Сибири и Монголии, север Дальнего Востока России. Казахстан, Кыргызстан, Монголия, Россия, Таджикистан, Туркменистан, Узбекистан.
Административные районы Сибири: Алтайский край, Республика Алтай, Красноярский край, Тува, Иркутская область, Бурятия, Читинская область. В Алтайском заповеднике обычный вид. Встречается довольно часто в саянских высокогорных тундрах, в частности в районе озера Ильчир.
Распространение в Казахстане: на Алтае и Тарбагатае, Джунгарском, Заилийском, Кунгей и Терскей Алатау, хр. Кетмень.
Обитает в основном в субальпийском или субарктическом биоме на высотах 1400–3000 м над ур. моря. Влажные луга, затененные участки долинных болот, по берегам горных ручьев, у тающих снежных пятен и ледников.

## Охранный статус
Редкое или охраняемое растение. Вид внесен в Красную книгу Забайкальского края.

## Таксономическое положение

### Синонимы
Согласно данным GBIF на февраль 2024 года в синонимику вида входят следующие названия:
- = Primula moorcroftiana Wall.
- = Primula nivalis var. longifolia Regel
- = Primula nivalis var. nivalis
- = Primula nivalis var. turkestanica Regel
- = Primula orientalis Willd. ex Roem. & Schult.
- ≡ Primula speciosa J.G.Gmel.
- = Primula speciosa J.G.Gmel. ex Steud.

### Подвиды
Согласно данным GBIF на февраль 2024 года вид имеет три подвида:
Primula nivalis subsp. nivalis

 = [syn. Aleuritia nivalis (Pall.) Soják]

 = [syn. Primula nivalis subsp. eximia Farrer]

 = [syn. Primula nivalis subsp. lineariloba Farrer]

 = [syn. Primula nivalis subsp. sinopurpurea Farrer]

 = [syn. Primula orientalis Willd.]

 = [syn. Primula spathulata Royle]

 = [syn. Primula stuartii Hook.fil.]

Primula nivalis subsp. subintegerrima (Regel) Vorosch.

 = [syn. Aleuritia xanthobasis (Al.Fed.) Soják]

 = [syn. Primula nivalis subsp. xanthobasis (Al.Fed.) Halda]

 ≡ [syn. Primula nivalis var. subintegerrima Regel]

 = [syn. Primula xanthobasis Al.Fed.] — Первоцвет снизу-жёлтый

 = [syn. Primula xanthobasis var. efarinosa Malyschev]

Primula nivalis subsp. turkestanica (J.N.Haage & E.Schmidt) Kovt.

 = [syn. Primula nivalis var. colorata Regel]

 ≡ [syn. Primula nivalis var. farinosa Schrenk]

 = [syn. Primula nivalis var. farinosa Schrenk ex Fisch. & C.A.Mey.]

 ≡ [syn. Primula nivalis var. turkestanica J.N.Haage & E.Schmidt]

 = [syn. Primula turkestanica (J.N.Haage & E.Schmidt) E.A.White] — Первоцвет туркестанский

## Применение
Декоративное растение, в культуре очень сложное.